# Karl-Heinz Steffens
Karl-Heinz Steffens (Tréveris, 1961) es un clarinetista, director de orquesta y profesor de música alemán. Empezó sus estudios de clarinete a la edad de diez años. Ha sido miembro de la orquesta estatal juvenil Rhineland-Platz y entre 1982 y 1985 estudió con el profesor Ulf Rodenhäuser en la Academia de Música de Stuttgart. 
Comenzó su carrera profesional en 1984 al ser nombrado primer clarinetista del Teatro Estatal de Kassel. Entre 1985 y 1989 fue primer clarinetista de la Ópera de Frankfurt y, de 1989 a 1996, de la Orquesta Sinfónica de Radio Baviera. Desde abril de 2001 Karl-Heinz Steffens fue primer clarinetista con la Filarmónica de Berlín. 
Ha actuado como solista con directores como Lorin Maazel, Kurt Mansur, Sir Colin Davis y Jörg-Peter Wiegle. Muchas de sus grabaciones se encuentran disponibles en formato CD. Ha realizado música de cámara con Wolgang Sawallisch, Lorin Maazel, el Cuarteto Auryn, el Fine Arts Quartet, Cuarteto Ysaye y con el Cuarteto de Cuerda Leipzig. 
Es asiduo en festivales de música tales como el Schleswig-Holstein, el Festival de Salzburgo y el de Beirut. Fue profesor de la Academia de Música y Teatro de Hannover desde 1996 a 1999 y, seguidamente, ocupó el cargo de profesor sustituto en la Academia de Música Franz Liszt en Weimer. Karl-Heinz Steffens participa habitualmente en el Encuentro de Santander "Música y Academia", y ha dado numerosas clases magistrales, entre ellas en Weimer en 2001. 
En el semestre 2002-2003 fue nombrado profesor de clarinete en la Academia Hanns Eisler de Berlín.
Es Artista Invitado del Departamento de Vientos del Instituto Internacional de Música de Cámara de Madrid y profesor del mismo Departamento en la Escuela Superior de Música Reina Sofía de Madrid.